# Santa, Ilocos Sur

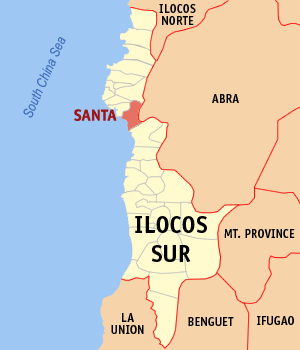
Bản đồ Ilocos Sur với vị trí của Santa

Santa là một đô thị hạng 4 ở tỉnh Ilocos Sur, Philippines. Theo điều tra dân số năm 2000 của Philipin, đô thị này có dân số 13.918 người trong 2.811 hộ.

## Các đơn vị hành chính
Santa được chia ra 26 barangay.
| - Ampandula - Banaoang - Basug - Bucalag - Cabangaran - Calungboyan - Casiber - Dammay | - Labut Norte - Labut Sur - Mabilbila Norte - Mabilbila Sur - Magsaysay District - Manueva - Marcos - Nagpanaoan | - Namalangan - Oribi - Pasungol - Quezon - Quirino - Rancho - Rizal - Sacuyya Norte - Sacuyya Sur - Tabucolan |